# Водзілкі
Водзілкі (пол. Wodziłki) — село в Польщі, у гміні Єленево Сувальського повіту Підляського воєводства.
Населення — 53 особи (2011).
У 1975-1998 роках село належало до Сувальського воєводства.

## Демографія
Демографічна структура станом на 31 березня 2011 року:
|          | Загалом | Допрацездатний вік | Працездатний вік | Постпрацездатний вік |
| -------- | ------- | ------------------ | ---------------- | -------------------- |
| Чоловіки | 35      | 9                  | 22               | 4                    |
| Жінки    | 18      | 1                  | 13               | 4                    |
| Разом    | 53      | 10                 | 35               | 8                    |